# Plac Hiszpański (miniserial)
Plac Hiszpański (oryg. Piazza di Spagna) – włoski miniserial telewizyjny z 1993 roku, w reżyserii Florestana Vanciniego.

## Obsada
- Grażyna Szapołowska – Armida De Tolle
- Vittoria Belvedere – Ginevra De Tolle
- Ramiro Oliveros – Alberto De Tolle
- Enrico Maria Salerno – Carmelo Cascone
- Ilaria Occhini – Annina Cascone
- Désirée Nosbusch (Désirée Becker) – Erica Cascone
- Lorenzo Flaherty – Bobby Cascone
- Serena Grandi – Margherita Morganti
- Lorella Cuccarini – Annabella Morganti
- Ethan Wayne – Arnaldo Bandini
- Andrea Giordana – Eugenio Nasso
- Natasha Solignac – Geraldine
- Fabio Testi – Claudio Petroni
- Toni Ucci – Silvestro
- Anny Papa – Ismene
- Stefano Madia – Enrico Di Nardo
- Glenn Saxson – David
- Ivo Garrani – Vincenzo Catani
- Giacomo Piperno – Antonio Seminaro

## Fabuła

### Główni bohaterowie
- Armida De Tolle – hrabina, matka Ginevry, kochanka Eugenia, żona Alberta
- Ginevra De Tolle – córka Armidy i Alberta
- Alberto De Tolle – hrabia, ojciec Ginevry, mąż Armidy
- Carmelo Cascone – przedsiębiorca z Sycylii, nowobogacki, mąż Anniny, ojciec Ericy i Bobby’ego
- Annina Cascone – żona Carmela, matka Ericy i Bobby’ego
- Erica Cascone – córka Carmela i Anniny, siostra Bobby’ego, kochanka Eugenia, żona Davida
- Bobby Cascone – syn Carmela i Anniny, brat Ericy, mąż Annabelli
- Annabella Morganti – córka Margherity i Claudia, ekspedientka, modelka, żona Bobby’ego
- Margherita Morganti – matka Annabelli, krawcowa
- Arnaldo Bandini – właściciel sklepu jubilerskiego; przyjaciel Ericy, Ginevry, Geraldine
- Eugenio Nasso – deputowany, kochanek Armidy i Ericy
- Geraldine – amerykańska dziennikarka, dyrektor artystyczna czasopisma „AD”; przyjaciółka Ericy, Armidy, Arnalda
- Claudio Petroni – ojciec Annabelli, przyjaciel Margherity i Silvestra
- Silvestro – kioskarz; przyjaciel Claudia, Margherity i Annabelli
- Enrico Di Nardo – fotograf
- David – amerykański przedsiębiorca, mąż Ericy
- Vincenzo Catani – minister, znajomy Carmela
- Antonio Seminaro – adwokat rodziny Cascone
- Ismene – hrabina, przyjaciółka Armidy

### Miejsca akcji
- Rzym (m.in. Piazza di Spagna, Via dei Condotti, Via dei Greci)
- Positano
- Fiuggi
- Sycylia
- Nowy Jork